# ヨーロッパイチイ

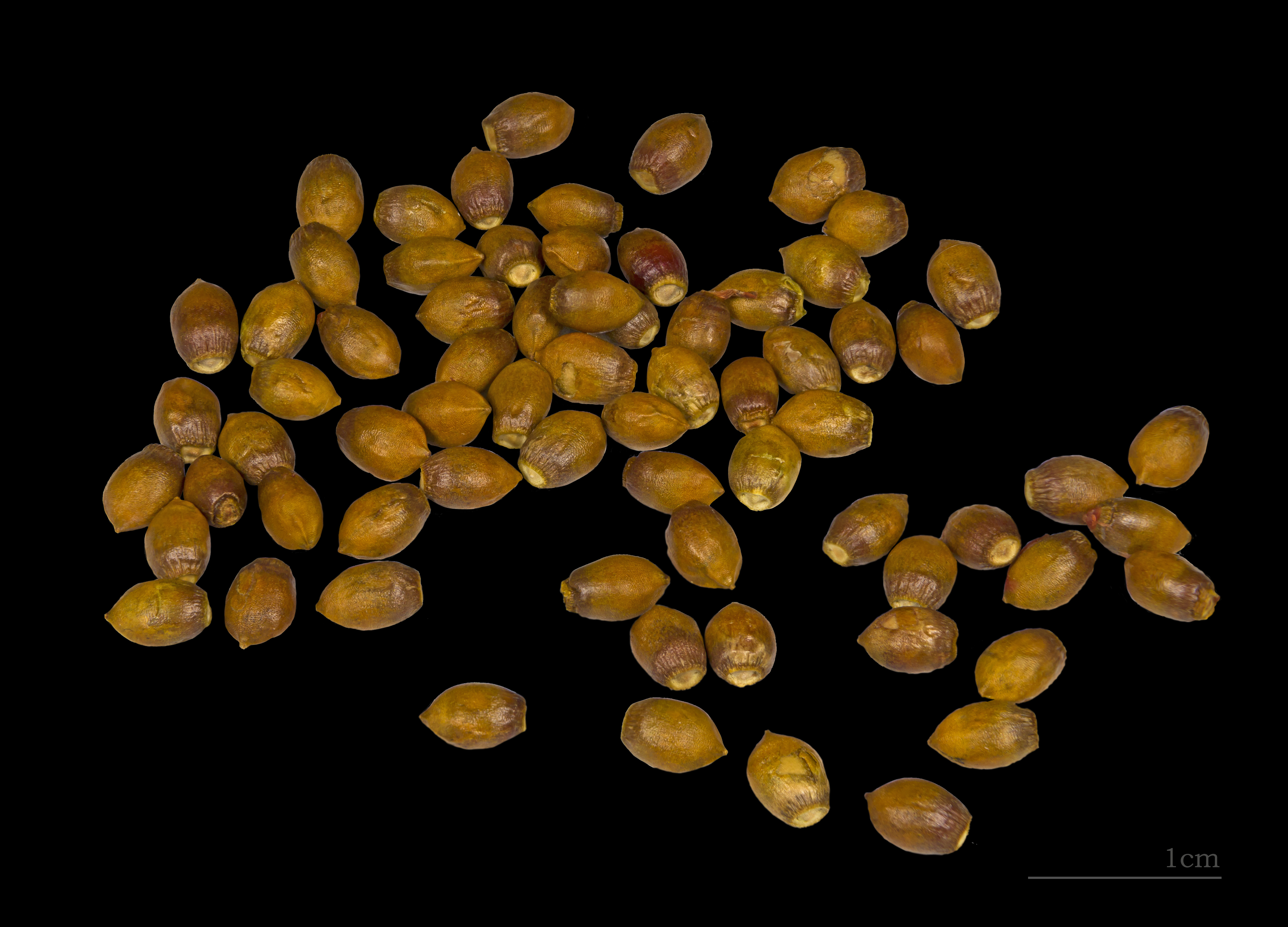

ヨーロッパイチイ (Taxus baccata) は、イチイ科イチイ属の針葉樹。セイヨウイチイ（西洋一位）とも言う。
ヨーロッパに唯一自生するイチイ属であり、英語では本来は単にユー (Yew) と呼ぶ。西洋文学でイチイとあるのは原則としてヨーロッパイチイである。同属他種と区別するために European Yew, Common Yew という。
なお、北米太平洋地域に自生する同属のタイヘイヨウイチイ Taxus brevifolia (Pacific Yew, Western Yew) もセイヨウイチイと言うことがある。ただし、こちらの英名の Western は西洋ではなくアメリカ西部の意味である。

## 分布
西欧・中欧・南欧・北東アフリカ・南西アジアに自生する。

## 利用
古くは、イギリスのロングボウの素材としてイチイ材が使われることが多かった。また、材質が硬く、水を通しにくいため、家具を作る材料にも利用される。果実は食用になるが、イチイ同様に種子には毒があり、瀉下薬、鎮咳薬などに使う。
Irish Yew Taxus baccata 'Fastigiata' を初めとする多数の栽培品種がある。欧米では庭園樹や街路樹などに植えられる。イギリスやアイルランドでは教会などによく植えられ、樹齢千年以上になった古木もある。

### タキソールの原料

パクリタキセル（タキソール）

葉や樹皮などに含まれる10-デアセチルバッカチンIIIは抗癌剤パクリタキセル（商品名タキソール）の半合成原料になる。葉などから抽出するほか、樹木を利用せずに培養細胞から抽出することもできる。
パクリタキセルは当初タイヘイヨウイチイから発見された化合物だが、ごく微量であり利用はできなかった。そのため、似た化合物を十分な量含む種を探した結果、同属のヨーロッパイチイから10-デアセチルバッカチンIIIが発見された。